# Fëdor Trikolič
Fëdor Viktorovič Trikolič (in russo Фёдор Викторович Триколич?; 2 marzo 1985) è un atleta paralimpico russo ipovedente specializzato nella velocità.
Ha preso parte ai Giochi paralimpici di Londra 2012 conquistando due medaglie d'oro (100 metri T12 e 4×100 metri T11/T13) e un argento nei 200 metri T12.

## Palmarès
| Anno | Manifestazione       | Sede         | Evento              | Risultato | Prestazione | Note |
| ---- | -------------------- | ------------ | ------------------- | --------- | ----------- | ---- |
| 2011 | Mondiali paralimpici | Christchurch | 4×100 metri T11/T13 | Oro       | 42"99       |      |
| 2012 | Giochi paralimpici   | Londra       | 100 metri T12       | Oro       | 10"81       |      |
| 2012 | Giochi paralimpici   | Londra       | 200 metri T12       | Argento   | 21"81       |      |
| 2012 | Giochi paralimpici   | Londra       | 4×100 metri T11/T13 | Oro       | 42"66       |      |